# Lissonota schmiedeknechti
Lissonota schmiedeknechti är en stekelart som beskrevs av Smits van Burgst 1914. Lissonota schmiedeknechti ingår i släktet Lissonota och familjen brokparasitsteklar. Inga underarter finns listade i Catalogue of Life.